# 黃肅
黃肅（1442年—1527年），字敬夫，應天府六合縣民籍，浙江餘姚縣人，明朝政治人物。進士出身。

## 生平
早年出身國子生，應天府鄉試第二十二名。成化十四年（1478年）戊戌科會試第二百十六名，殿試登進士第三甲第一百八十六名。二十二年官河南新鄭縣知縣，累官至刑部员外郎，弘治八年（1495年）十一月升廣西按察司僉事，十四年十二月晉湖廣兵備副使，十八年正月考察以不謹闲住。正德初年，以軍功陞三品。終年八十六歲。

## 家族
曾祖父黃德輝。祖父黃瞳。父亲黃瓊。母葉氏，继母囗氏。永感下。娶趙氏。